# Boyeux-Saint-Jérôme
Boyeux-Saint-Jérôme és un municipi francès situat al departament de l'Ain i a la regió d'Alvèrnia-Roine-Alps. L'any 2007 tenia 309 habitants.

## Demografia

### Població
El 2007 la població de fet de Boyeux-Saint-Jérôme era de 309 persones. Hi havia 136 famílies de les quals 48 eren unipersonals (16 homes vivint sols i 32 dones vivint soles), 48 parelles sense fills i 40 parelles amb fills.
La població ha evolucionat segons el següent gràfic:
Habitants censats

### Habitatges
El 2007 hi havia 222 habitatges, 141 eren l'habitatge principal de la família, 62 eren segones residències i 19 estaven desocupats. 218 eren cases i 4 eren apartaments. Dels 141 habitatges principals, 120 estaven ocupats pels seus propietaris, 5 estaven llogats i ocupats pels llogaters i 16 estaven cedits a títol gratuït; 4 tenien dues cambres, 19 en tenien tres, 51 en tenien quatre i 67 en tenien cinc o més. 97 habitatges disposaven pel capbaix d'una plaça de pàrquing. A 67 habitatges hi havia un automòbil i a 57 n'hi havia dos o més.

### Piràmide de població
La piràmide de població per edats i sexe el 2009 era:
| Homes | Edats   | Dones |
| ----- | ------- | ----- |
| 0     | 95 o +  | 0     |
| 0     | 90 a 94 | 0     |
| 0     | 85 a 89 | 0     |
| 4     | 80 a 84 | 4     |
| 8     | 75 a 79 | 4     |
| 4     | 70 a 74 | 8     |
| 8     | 65 a 69 | 12    |
| 12    | 60 a 64 | 8     |
| 12    | 55 a 59 | 16    |
| 12    | 50 a 54 | 4     |
| 12    | 45 a 49 | 12    |
| 8     | 40 a 44 | 4     |
| 16    | 35 a 39 | 20    |
| 0     | 30 a 34 | 0     |
| 12    | 25 a 29 | 0     |
| 0     | 20 a 24 | 12    |
| 8     | 15 a 19 | 4     |
| 4     | 10 a 14 | 12    |
| 8     | 5 a 9   | 4     |
| 4     | 0 a 4   | 8     |

## Economia
El 2007 la població en edat de treballar era de 203 persones, 155 eren actives i 48 eren inactives. De les 155 persones actives 148 estaven ocupades (81 homes i 67 dones) i 7 estaven aturades (5 homes i 2 dones). De les 48 persones inactives 20 estaven jubilades, 8 estaven estudiant i 20 estaven classificades com a «altres inactius».

### Ingressos
El 2009 a Boyeux-Saint-Jérôme hi havia 139 unitats fiscals que integraven 319 persones, la mediana anual d'ingressos fiscals per persona era de 18.075 €.

### Activitats econòmiques
Dels 10 establiments que hi havia el 2007, 1 era d'una empresa de fabricació de material elèctric, 1 d'una empresa de fabricació d'altres productes industrials, 3 d'empreses de construcció, 1 d'una empresa de comerç i reparació d'automòbils, 2 d'empreses de serveis, 1 d'una entitat de l'administració pública i 1 d'una empresa classificada com a «altres activitats de serveis».
Dels 3 establiments de servei als particulars que hi havia el 2009, 1 era una funerària, 1 paleta i 1 lampisteria.
L'any 2000 a Boyeux-Saint-Jérôme hi havia 25 explotacions agrícoles que ocupaven un total de 286 hectàrees.

## Poblacions més properes
El següent diagrama mostra les poblacions més properes.